# Юсуф Суфі
Юсуф Суфі (*д/н — 1380) — володар Хорезму в 1372—1380 роках.

## Життєпис
Був братом першого правителя Хорезму з династії Суфі — Хусейна. Після смерті останнього у 1372 році стає новим аміром і хорезмшахом. Того ж року уклав мирний договір з Тимуром, за яким оженив свою доньку Севін-бега Ханзаде з сином Тимура — Джахангір Мірзою I.
Втім Юсуф не змирився з втратою Правобережного Хорезму. Вже у 1373 році захопив Кят і прилеглі території, чим викликав новий другий похід Тимура на Хорезм, внаслідок чого у 1374 році Юсуф Суфі втратив захоплену частину та вимушений був укласти оборонний союз з Тимуром, що фактично означав визнання зверхності останнього.
Але Юсіф Суфі готувався до реваншу. У 1376 році він здійснив набіги на околиці Бухари, скориставшись тим, що в цей час Тимур вів в Отраре підготовку до бою з уорус-ханом, володарем Білої Орди. Юсуф Суфі заарештував посла Тимура, який був відправлений для отримання пояснень цих дій. Тимур знову відправив своїх послів, вказавши при цьому, що посли є недоторканними особами, яких не можна піддавати арешту, і зажадав їх звільнення. Проте Юсуф Суфі заарештував і цих послів, що послужило причиною відкритої війни з Тимуром. війська Тимуридів у 1379 року вдерлися до Хорезму. Після 3-місячної облоги було захоплено столицю Хорезма — Ургенч. Невдовзі після цього на початку 1380 року Юсуф Суфі було страчено. В Хорезмі почалася боротьба за владу, яку здобув Сулейман Суфі.

## Родина
Дружина — Шакар-бега, донька Узбек-хана, хана Золотої Орди.
Діти:
- Севін-бега, дружина 1) Джахангір Мірзи I, сина Тимура; 2) міраншаха, сина Тимура
- Сулейман Суфі (д/н—1388), хорезмшах у 1380—1388 роках